# Генитальная стадия
Генитальная стадия (генитальная фаза) — пятая и последняя стадия психосексуального развития по З. Фрейду. Охватывает период бурного полового созревания в 12-18 лет. Выражается в активном проявлении сексуальной энергии — либидо.

## Описание
Генитальная фаза наступает после завершения латентной стадии, при которой сексуальное развитие приостанавливается, а энергия либидо перенаправляется в занятия спортом, творчество или учебную деятельность.
В течение генитальной стадии в организме подростка происходят биохимические и физиологические изменения. Невозможность удовлетворения возросшего сексуального влечения под действием Супер-Эго и социальных запретов приводит к конфликту. Конфликт направлен на приобретение автономии от родителей, преодоление остатков эдипова комплекса. В этом возрасте у подростков наблюдается повышенный уровень агрессии, аутоагрессии и эмоциональной нестабильности.
На генитальной стадии происходит второй выбор сексуального партнёра (первый — на фаллической стадии).

## Регрессия
При возникновении трудностей внутри этой фазы возникают нарушения, вызванные неспособностью Эго справиться с давлением Супер-Эго и Ид:
- Регрессия на оральную стадию проявляется в расстройствах пищевого поведения от анорексии до обжорства и алкоголизма;
- Регрессия на анальную стадию проявляется в крайних формах отношения к порядку: от неопрятности до педантичности.

Нарушения в формировании характера, по З. Фрейду, выражаются в двух исходах: гомосексуальность и нарциссизм.

## Защитные формы поведения
К защитным формам поведения на этой стадии психосексуального развития З. Фрейд относит отрицание сексуальных интересов, аскетизм и интеллектуализм.